# Georgij Gurdżijew
Georgij Iwanowicz Gurdżijew (ur. 1866 lub 1872–1877 w Aleksandropolu w Armenii, zm. 29 października 1949 we Francji w Neilly) – ormiański filozof, mistyk i przywódca duchowy.

## Życiorys
Napisał książkę pt. Spotkania z wybitnymi ludźmi. W 1912 roku poślubił Polkę Julię Ostrowską. Był autorem baletu Walka magów, a także książki Przebłyski prawdy.
Pod koniec maja 1920 roku, gdy sytuacja polityczna w Gruzji uległa zmianie udał się do Batumi, a potem wyruszył do Stambułu. Zamieszkał w wynajętym mieszkaniu na ulicy Koumbaradji w Pera, a potem na Abdullatif Yemeneci Sokak w pobliżu Wieży Galata.
Podróżował wiele do Azji Środkowej, Iranu, Rzymu, Egiptu, Indii i Tybetu. Był założycielem Instytutu Harmonijnego Rozwoju Człowieka.
W połowie lat 20 miał wypadek  samochodowy. W latach 1925–1935 prowadził działalność pisarską. W 1926 jego żona Julia zmarła w wyniku choroby nowotworowej. W 1935 przerwał pisanie nad pracą All and Everything. Trzecia część trylogii została opublikowana pod tytułem Life Is Real Only Then, When „I Am”. Współpracując z de Hartmannem opublikował 170 utworów.
Zmarł 29 października 1949 roku. Został pochowany na cmentarzu w Fontainebleau-Avon.
Według angielskiego psychiatry Anthony’ego Storra Gurdżijew opanował do perfekcji sztukę manipulowania ludzkim zaufaniem i bez skrupułów oszukiwał ludzi w celu wyciągania od nich pieniędzy. Jednak wykreowany przez niego obraz Wszechświata był jego własnym mitem, jego własną odpowiedzią na pytanie o sens życia, której poszukiwał przez 20 lat. Ów mit był pokrewny objawieniu religijnemu, był źródłem pewności charakterystycznej dla wiary. Żywione przez niego przekonanie, że znalazł „odpowiedź”, uczyniło go charyzmatycznym i bardzo przekonującym.

## Publikacje
- Beelzebub’s Tales to His Grandson (Opowieści Belzebuba dla jego wnuka)[11]
- Meetings with Remarkable Men (Spotkania z wybitnymi ludźmi)[5]
- Life Is Real Only Then, When "I Am" (Życie jest prawdziwe tylko wtedy, kiedy „Ja Jestem”)[12]
- Views from the Real World – rozmowy Gurdżijewa[7]